# 坎德河 (阿勒河支流)
46°43′03″N 7°38′38″E / 46.71750°N 7.64388°E

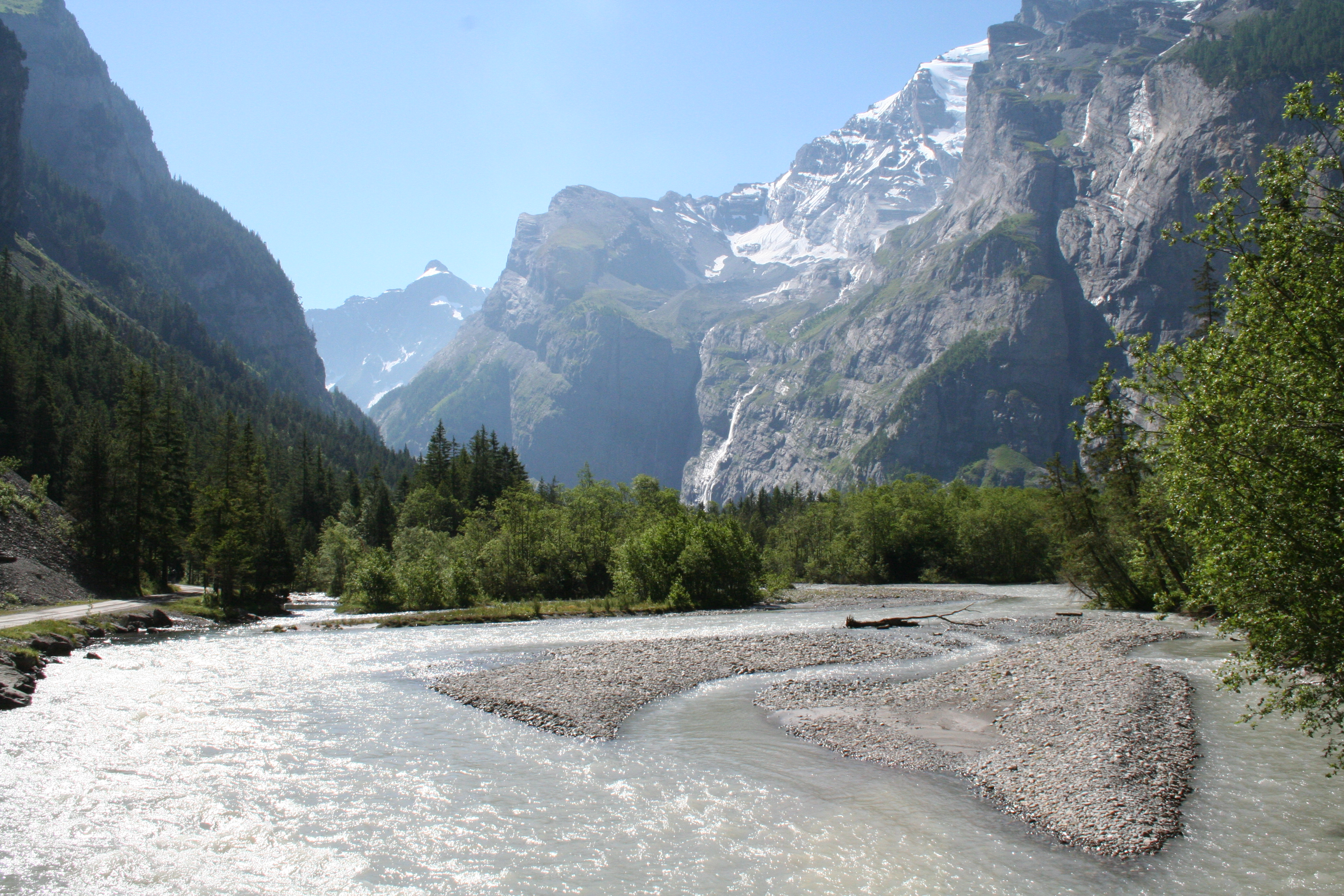

坎德河（德語：Kander）是瑞士的河流，位於該國中西部，流經伯恩州，屬於阿勒河的左支流，河道全長61公里，流域面積1,094平方公里，最終注入圖恩湖。